# Race Torquay
Race Torquay – jednodniowy wyścig kolarski rozgrywany w Australii od 2020, należący do cyklu UCI Oceania Tour (kategoria 1.1).
Pierwsza edycja wyścigu rozgrywanego na liczącej 13 kilometrów pętli wokół Torquay  odbyła się w 2020. Race Torquay jest następcą Race Melbourne, kryterium ulicznego rozgrywanego do 2019 poza kalendarzem UCI. Wspólnie z Cadel Evans Great Ocean Road Race tworzy tzw. kolarski „karnawał” – rozgrywany kilka dni wcześniej Race Torquay stanowi „rozgrzewką” przed wyścigiem Cadela Evansa, należącym do cyklu UCI World Tour.
Organizowany jest również kobiecy wyścig o tej samej nazwie.

## Zwycięzcy
Opracowano na podstawie:
| Rok  | Pierwsze             | Drugie          | Trzecie             |
| ---- | -------------------- | --------------- | ------------------- |
| 2020 | Sam Bennett          | Giacomo Nizzolo | Alberto Dainese     |
| 2024 | Biniam Girmay        | Elia Viviani    | Corbin Strong       |
| 2025 | Tobias Lund Andresen | Sam Welsford    | Tim Torn Teutenberg |